# Kashmar
Kashmar este un oraș din Iran.